# Leonhard Gregotsch
Leonhard Gregotsch OSCam (* 23. September 1933 in St. Johann, Westungarn) ist ein österreichischer Ordensgeistlicher.

## Leben
Gregotsch trat 1950 der Ordensgemeinschaft der Kamillianer bei. Er studierte Philosophie in Kramsach in Tirol und Katholische Theologie im westfälischen Münster und empfing am 29. Juni 1957 in Eisenstadt die Priesterweihe. Nach weiteren Studien in Wien, Salzburg und Rom war er Krankenhausseelsorger in Wien-Lainz und Salzburg-Lehen.
Gregotsch war Lehrer, Direktor, Superior und Verwalter des Privatgymnasiums der Kamillianer auf Schloss Losensteinleithen in Oberösterreich.
1968 wurde Leonhard Gregotsch erstmals Provinzial der Kamillianer Österreichs (1968 bis 1974; 1983 bis 1992; seit 2001).
1971 bis 1977 gehörte er als Generalassistent der obersten Leitung des auf Krankenpflege spezialisierten Ordens in Rom an. Von 1972 bis 1979 war er zudem Assistent des Generalsekretärs der Österreichischen Superiorenkonferenz, Abt Isfried Franz. Er war langjähriger Generalsekretär der Superiorenkonferenz der männlichen Orden Österreichs und Leiter des Arbeitsausschusses der Ordenskrankenhäuser.